# Trichostomum borneense
Trichostomum borneense är en bladmossart som beskrevs av Richard Henry Zander 1993. Trichostomum borneense ingår i släktet lansettmossor, och familjen Pottiaceae. Inga underarter finns listade i Catalogue of Life.